# Daphnandra apatela
Daphnandra apatela är en tvåhjärtbladig växtart som beskrevs av Richard Schodde. Daphnandra apatela ingår i släktet Daphnandra och familjen Atherospermataceae. Inga underarter finns listade i Catalogue of Life.